# Américo Zorrilla
Américo Zorrilla Rojas (Santiago, 22 de febrero de 1910-ibidem, 20 de agosto de 1992) fue un técnico gráfico, sindicalista y político comunista chileno, primer ministro de Hacienda del presidente Salvador Allende.

## Reseña biográfica
Sus padres fueron Ramón Zorrilla y Benigna Rojas.
Trabajó desde los catorce años en el taller de impresión de su padre. Posteriormente se especializó como linotipista y, después de pasar por diversas especialidades de imprenta, llegó a ocupar cargos directivos en varias empresas.
Trabajó en varias imprentas de Santiago y, luego, en Valparaíso. Llegó a ser jefe de taller de la imprenta Gutenberg y de Editorial Universitaria.
Ingresó al Partido Comunista de Chile (PCCh) en el año 1932. En 1940 se hizo cargo de la administración de la imprenta que ese año fundó el PCCh. En 1941, pasó a ocupar la gerencia de la misma empresa, que cumplió hasta 1947.
Estuvo luego relegado en Melinka y Putre. Después ocupó diversos cargos en la dirección de su partido, principalmente en el frente de las finanzas.
Al llegar Salvador Allende al poder, en 1970, fue nombrado ministro de Hacienda.
Tuvo una política de gran gasto social, financiada con emisiones, pero cuyos efectos no se vieron inmediatamente, lo que dio un inicial empuje al Gobierno de la Unidad Popular. Sin embargo, los efectos de la inflación y el desabastecimiento aparecerían más temprano que tarde, y la economía del país andino sufriría las consecuencias. Fue reemplazado como secretario de Estado el 17 de junio de 1972, por Orlando Millas.
Al ocurrir el golpe de 1973 fue detenido y posteriormente se exilió en Moscú.
Al iniciarse el proceso de regreso a la democracia retornó a su país, retirándose en paralelo de la política activa.
Casado con Dora Álvarez, fue padre de dos hijas.